# 斑點翹嘴脂鯉
斑點翹嘴脂鯉（Pyrrhulina spilota），為輻鰭魚綱脂鯉目脂鯉亞目鱂脂鯉科的其一種，為熱帶淡水魚，分布於南美洲秘魯亞馬遜河上游流域，體長可達7公分，棲息中底層水域，生活習性不明。